# Футлярохвостые
Футлярохвостые, или мешкокрылые летучие мыши (лат. Emballonuridae) — семейство млекопитающих отряда рукокрылых.

## Общее описание
У выделяемых в это семейство летучих мышей конец хвоста свободен от межбедренной перепонки и может втягиваться в её полость, как в футляр. Своё второе название (мешкокрылые) зверьки получили за кожную железу в виде железистого мешка, которая расположена на летательной перепонке в области плеча и открывается на верхней поверхности крыла. Только у белых мешкокрылов (Diclidurus) эта железа располагается на вентральной поверхности крыла. У самцов мешок хорошо развит и выделяет красноватый секрет с сильным запахом, которым метится территория. У самцов могильных мешкокрылов (Taphozous) ещё одна кожная железа расположена под нижней челюстью.
Футлярохвостые — это мелкие и средние летучие мыши: длина тела от 3,7 до 10 см; вес от 5 до 105 г. Морда и губы гладкие; носового листка и выростов на морде нет. Уши простые, округлые, с козелком; часто соединены между собой по верху головы. Волосяной покров у большинства видов серый или бурый. У белых мешкокрылов (Diclidurus) необычный для летучих мышей беловатый окрас, а у обыкновенных мешкокрылов (Saccopteryx) на спине и крестце проходят серые или белые полосы. У них же бывают белые крылья. Зубов 30—34.

## Образ жизни
Футлярохвостые живут в субтропиках и тропиках обоих полушарий, за исключением, видимо, Вест-Индии. В Восточном полушарии не встречаются севернее Сирии. Обитают в различных ландшафтах, от дождевых лесов до пустынь. Убежища традиционны для летучих мышей — расщелины скал, пещеры, развалины, строения, кроны и дупла деревьев. Собираются колониями, небольшими группами от 3 до 20 особей (хоботковые и обыкновенные мешкокрылы), парами или держатся поодиночке. Подобно остальным летучим мышам, для ориентации и охоты используют ультразвук; есть свидетельства того, что футлярохвостые используют ультразвук и для коммуникации. Питаются в основном насекомыми, которых ловят на лету; изредка плодами. Длинные узкие крылья позволяют им быстро летать, но делают полёт несколько менее манёвренным, чем у летучих мышей с широкими крыльями. Потомство приносят раз в год; в помёте обычно 1 детёныш. У некоторых видов существуют стабильные гаремы из 2—8 самок, которых охраняет один самец.

## Классификация
В семейство входят 47 видов, объединяемых в 13 родов:
- Крошечные мешкокрылы (Balantiopteryx)
  - Эквадорский мешкокрыл (Balantiopteryx infusca)
  - Мешкокрыл Томаса (Balantiopteryx io)
  - Мешкокрыл Петерса (Balantiopteryx plicata)
- Centronycteris
  - Centronycteris centralis
  - Мешкокрыл Максимилиана (Centronycteris maximiliani)
- Африканские мешкокрылы (Coleura)
  - Африканский мешкокрыл (Coleura afra)
  - Coleura kibomalandy
  - Сейшельский мешкокрыл (Coleura seychellensis)
- Cormura
  - Короткомордый мешкокрыл (Cormura brevirostris)
- Cyttarops
  - Короткоухий мешкокрыл (Cyttarops alecto)
- Белые мешкокрылы (Diclidurus)
  - Белый мешкокрыл (Diclidurus albus)
  - Колумбийский мешкокрыл (Diclidurus ingens)
  - Венесуэльский мешкокрыл (Diclidurus isabellus)
  - Малый белый мешкокрыл (Diclidurus scutatus)
- Афроазиатские мешкокрылы (Emballonura)
  - Малый азиатский мешкокрыл (Emballonura alecto)
  - Мадагаскарский мешкокрыл (Emballonura atrata)
  - Мешкокрыл Беккари (Emballonura beccarii)
  - Мешкокрыл Дианы (Emballonura dianae)
  - Новогвинейский мешкокрыл (Emballonura furax)
  - Футлярохвостый мешкокрыл (Emballonura monticola)
  - Мешкокрыл Раффрея (Emballonura raffrayana)
  - Полинезийский мешкокрыл (Emballonura semicaudata)
  - Emballonura serii
  - Emballonura tiavato
- Mosia
  - Черноватый мешкокрыл (Mosia nigrescens)
- Пероптериксы (Peropteryx)
  - Мешкокрыл Капплера (Peropteryx kappleri)
  - Белокрылый мешкокрыл (Peropteryx leucoptera)
  - Собаковидный мешкокрыл (Peropteryx macrotis)
  - Peropteryx pallidoptera
  - Peropteryx trinitatis
- Rhynchonycteris
  - Хоботковый мешкокрыл (Rhynchonycteris naso)
- Мешкобородые мешкокрылы (Saccolaimus)
  - Желтобрюхий мешкокрыл (Saccolaimus flaviventris)
  - Новогвинейский мешкокрыл (Saccolaimus mixtus)
  - Мешкокрыл Пела (Saccolaimus peli)
  - Мешкокрыл Темминка (Saccolaimus saccolaimus)
- Обыкновенные мешкокрылы (Saccopteryx)
  - Saccopteryx antioquensis
  - Двулинейный мешкокрыл (Saccopteryx bilineata)
  - Седой мешкокрыл (Saccopteryx canescens)
  - Бразильский мешкокрыл (Saccopteryx gymnura)
  - Малый мешкокрыл (Saccopteryx leptura)
- Могильные мешкокрылы (Taphozous)
  - Taphozous achates
  - Австралийский мешкокрыл (Taphozous australis)
  - Остроносый мешкокрыл (Taphozous georgianus)
  - Мешкокрыл Гамильтона (Taphozous hamiltoni)
  - Мешкокрыл Гильдегарда (Taphozous hildegardeae)
  - Мешкокрыл Хилла (Taphozous hilli)
  - Арнхемский мешкокрыл (Taphozous kapalgensis)
  - Длиннорукий мешкокрыл (Taphozous longimanus)
  - Южноафриканский мешкокрыл (Taphozous mauritianus)
  - Чернобородый мешкокрыл (Taphozous melanopogon)
  - Голобрюхий мешкокрыл (Taphozous nudiventris)
  - Могильный мешкокрыл (Taphozous perforatus)
  - Мешкокрыл Теобальда (Taphozous theobaldi)
  - Taphozous troughtoni

В ископаемом виде футлярохвостые известны с конца эоцена — начала олигоцена.